# Zentralinstitut für Isotopen- und Strahlenforschung
Das Zentralinstitut für Isotopen- und Strahlenforschung (ZfI) war eine außeruniversitäre Forschungseinrichtung der Akademie der Wissenschaften der DDR (AdW).

## Geschichte

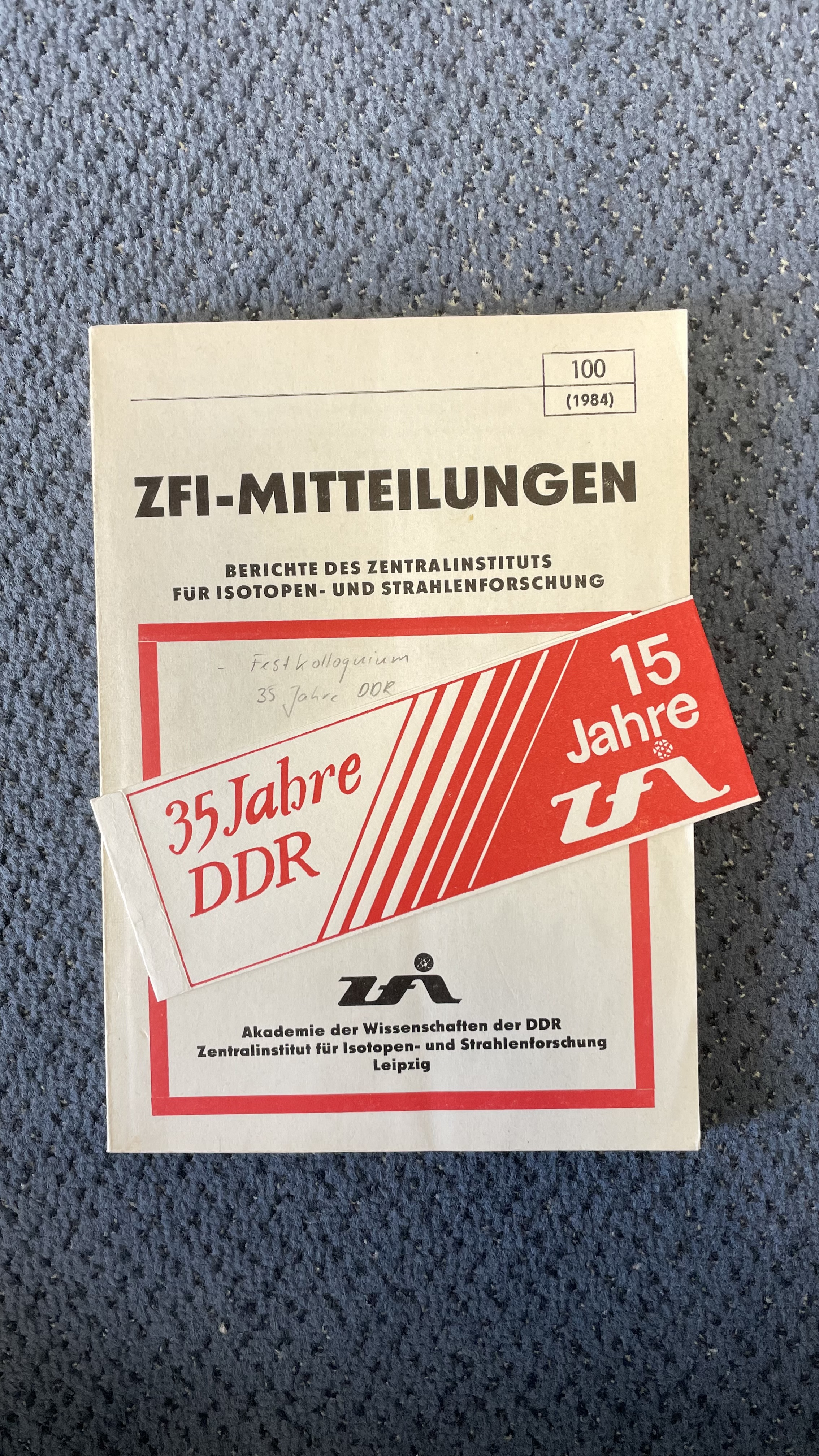
ZfI-Mitteilungen von 1984

Die Einrichtung bestand von 1969 bis 1991 in Leipzig. Sie entstand im Rahmen der 1968 begonnenen Akademiereform und wurde durch Zusammenlegung des Instituts für stabile Isotope Leipzig (1956–1970), des Instituts für angewandte Radioaktivität Leipzig (1956–1970), des Instituts für angewandte Isotopenforschung Berlin-Buch (1961–1970) und weiterer Einrichtungen gebildet.
Der Direktor des Instituts war von 1969 bis 1989 Klaus Wetzel. Nach dem politischen Umbruch in der DDR übernahm Frieder Bigl die Leitung des Instituts bis zu dessen Auflösung am 31. Dezember 1991. Nachfolgeeinrichtungen sind unter anderem das Leibniz-Institut für Oberflächenmodifizierung und das Helmholtz-Zentrum für Umweltforschung – UFZ.

## Forschungsschwerpunkte
- Forschungen auf dem Gebiet radioaktiver und stabiler Isotope
  - Massentrennung (Erzeugung von Isotopen)
  - Untersuchung der Verteilung von Isotopen
  - Nutzung der Isotope für Forschung und Industrie
- Forschungen unter Anwendung ionisierender Strahlung
  - Untersuchung von ionisierender Strahlung und deren Wechselwirkung mit Materie
  - Entwicklung von Strahlenquellen und -detektoren
  - Anwendung von ionisierender Strahlung in Forschung und Industrie
- Forschungen unter Anwendung von Teilchenstrahlen 
  - Untersuchung der Wechselwirkung von Elektronen- und Ionenstrahlen mit Festkörpern
  - Entwicklung von Strahlenquellen und -detektoren
  - Anwendung in Forschung und Industrie

## Struktur (Stand 1989)
- Direktor, 1. und 2. Stellvertreter
- Gewerkschaftsleitung
- Bereiche
  - Isotopenanwendung
  - Strahlenforschung
  - Tracerforschung
  - Isotopenforschung
  - Informations- und Rechenzentrum
  - Strahlenquellen- und Nuklearpharmaka
- Hauptabteilungen
  - Wissenschaftlicher Gerätebau
  - Isotopenproduktion
  - Gerätetechnik
- Funktionalorgane
  - Wissenschaftliches Sekretariat
  - Patentabteilung
  - Personalbüro
  - Internationale Zusammenarbeit
  - Justitiar
  - Hauptstrahlenschutzbeauftragter
  - Sicherheitsinspektor
  - Ökonomie und technische Versorgung